# Reuland (Burg-Reuland)

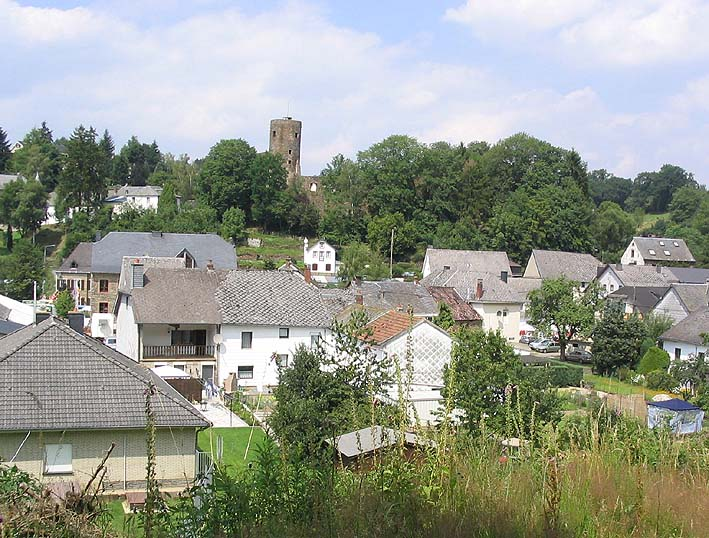
„Reuland“ mit der Burg im Hintergrund

Reuland ist ein Dorf in der belgischen Eifel mit 305 Einwohnern (einschließlich Reuland-Bahnhof: 8), das zur Gemeinde Burg-Reuland in der Deutschsprachigen Gemeinschaft gehört.

## Geografie
Reuland ist an der Ulf gelegen, die nur einen Kilometer weiter östlich bei Weweler in die Our fließt.

## Geschichte
Die Burg von Reuland wurde schon in der Römerzeit als Kastell errichtet; im 10. Jahrhundert wurde sie von den Franken zum Königsschloss umgebaut. Auch Karl der Große soll zwischenzeitlich dort gelebt haben. Eine Kapelle in „Rullant“ wurde bereits vor dem Jahr 755 urkundlich erwähnt. Diese Urkunde übertrug den Herren von Reuland das Präsentationsrecht für die Kirche in Thommen, deren Pfarrer auch der Reuländer Kapelle vorstand. Im Jahre 1336 wurde die Kapelle Unserer lieben Frau im Ulftal als baufällig bezeichnet. Ein Neubau der Kapelle wurde womöglich Anfang des 17. Jahrhunderts durch Balthasar von Palant in Angriff genommen. Die heutige Pfarrkirche St. Stephanus entstand schließlich 1771. Im Urbar des Johann Turck aus Kleve aus dem Jahre 1592 werden zahlreiche Reuländer Herren und deren familiäre Verbindungen nebst den Familienwappen aufgeführt. Dazu gehörten beispielsweise die Familien von Reuland, von Berg, von Habsburg, von Luxemburg, von Pallandt, von Millendonck, von Soetern, von Glymes, von Brandenburg sowie die Herren von Ouren.
Nach Meyers Orts- und Verkehrslexikon hatte Reuland im Kreis Malmedy 1912/1913 2215 Einwohner.

### Ortschaften in der früheren Gemeinde
- Alster
- Auel
- Bracht
- Burg
- Diepert
- Dürler
- Hechelsmühle
- Hohenbusch
- Koller
- Lascheid
- Luxhof
- Malscheid
- Oberhausen
- Ouren
- Peterskirche
- Richtenberg
- Steffeshausen
- Stoubach
- Waldfrieden
- Weidig
- Weweler

## Sehenswürdigkeiten

### Burg Reuland

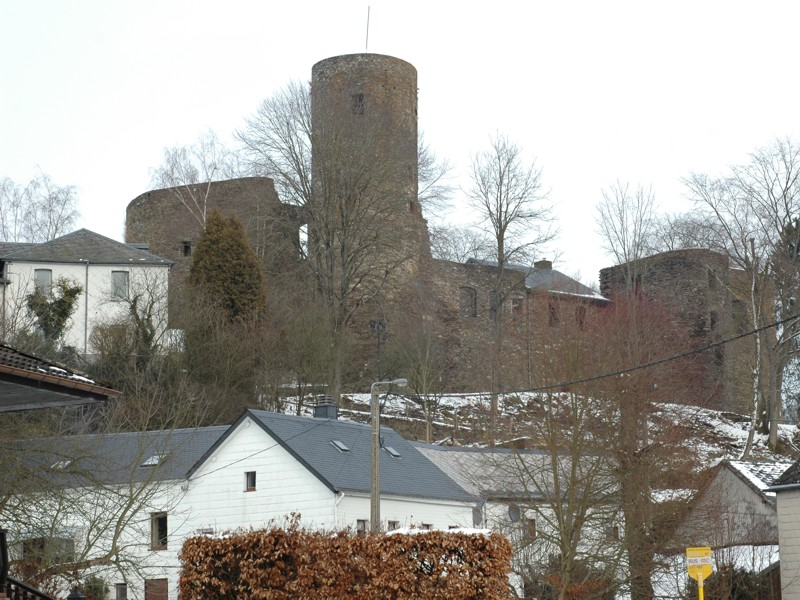
Die Burg Reuland

Hoch über dem Ort steht die Burg Reuland, eine der größten Burgruinen der Eifel. Nach mehreren Zerstörungen wurde die Burg mehrmals wiederaufgebaut und erweitert. Der alte Bergfried ist Sinnbild für die einstige Macht der Reuländer Herren und Grafen. Die Ruine steht seit 1900 unter Denkmalschutz, nachdem sie Jahrzehntelang als Steinbruch genutzt wurde.

### Pfarrkirche St. Stephanus
Ebenfalls sehenswert ist die Pfarrkirche St. Stephanus aus dem späten 18. Jahrhundert. In der Kirche befindet sich die Familiengruft der ausgestorbenen Adelsfamilie von Pallandt.

### Museen
Im Kulturhaus Burg-Reulands – der ehemaligen Schule des Orts – ist ein Heimatmuseum beheimatet, das Alltagsgegenstände ländlichen Lebens zeigt. Dazu gehören Haushaltsgeräte, Werkzeuge alter Berufe und landwirtschaftliche Gerätschaften. In diesem Gebäude ist auch das Paul-Gérardy-Museum untergebracht. Dort sind Ausstellungsstücke zum Leben und Werk des Schriftstellers zu sehen.

## Persönlichkeiten
- Anna von Palant, deutsche Humanistin und neulateinische Dichterin (um 1550–1599)
- Dietrich von Reuland (um 1150–1189)
- Nikolaus Duprez (1867–1949), Bergmann und Schnitzer